# Jean Papillon il Giovane
Jean Papillon (Saint-Quentin, 1661 – Parigi, 23 febbraio 1723) è stato un incisore e disegnatore francese, inventore del papier peint.

## Biografia
Jean Papillon, detto il Giovane, era il primogenito dell'incisore su legno Jean Papillon il Vecchio, nato a Rouen. Jean il Giovane apprese l'arte da suo padre e dall'incisore su legno Noël Соchin. Si trasferì a Parigi nel 1684 e iniziò a disegnare stoffe per tappezzieri e per tintori.
Intorno al 1688 inventò il papier peint - conosciuto anche come carta di Francia - cioè la carta da parati stampata, ideale per decorare pareti, con paesaggi, mazzi di fiori, disegni geometrici. I disegni erano realizzati in modo tale che, una volta applicate le strisce di carta sul muro, risultasse un decoro completo e senza interruzioni di continuità. L'invenzione fu favorevolmente accolta dai borghesi - che potevano decorare con una spesa contenuta le loro case - e fu particolarmente utilizzate nelle ambientazioni in stile Impero.
Jean Papillon ha lasciato disegni, sia per carte, sia per decoro di libri, tra cui i suoi celebri culs-de-lampe o finalini.

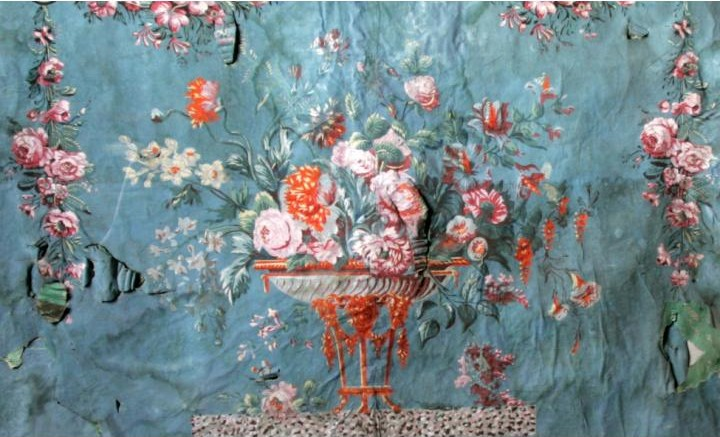
Papier Peint, XVIII secolo, Biblioteca di Buffon

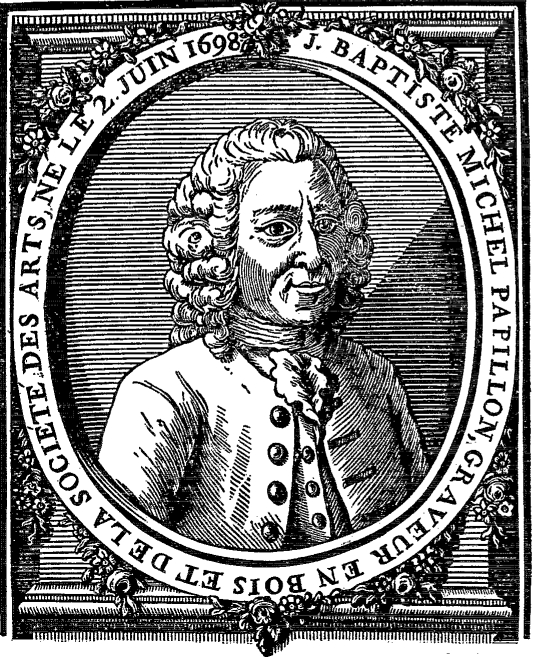
Jean-Michel Papillon, Autoritratto

Jean Papillon il Giovane sposò nel 1686 Marie-Madeleine Chevillion, figlia di un incisore di elementi per il decoro di libri. Rimasto vedovo, sposò nel 1699 Françoise Chaudière. Dal primo matrimonio ebbe Jean-Michel Papillon, incisore, dal secondo matrimonio ebbe Jean-Baptiste-Michel Papillon (nato il 2 giugno 1798), che divenne anch'egli incisore e pubblicò Traité historique et pratique de la gravure en bois, 1766, in due 2 volumi e supplemento.

### Museo dedicato alla storia delPapier peint
Il Museo del papier peint di Rixheim, (Alto Reno) è nato grazie alla presenza sul territorio dell'industria del papier peint, fin dal 1797, e agli archivi della manifattura Hartmann Risler & C., che nel 1802 divenne manifattura Zuber & C.